# Leptonychia batangensis
Leptonychia batangensis är en malvaväxtart som först beskrevs av Charles Henry Wright, och fick sitt nu gällande namn av Burr.. Leptonychia batangensis ingår i släktet Leptonychia och familjen malvaväxter. Inga underarter finns listade i Catalogue of Life.